# Vật chứng mong manh
Vật chứng mong manh là một bộ phim truyền hình được thực hiện bởi Hãng phim Hành Tinh Xanh do Nguyễn Duy Võ Ngọc làm đạo diễn. Phim phát sóng vào lúc 20h45 từ thứ 4 đến Chủ Nhật hàng tuần bắt đầu từ ngày 24 tháng 2 năm 2011 và kết thúc vào ngày 18 tháng 3 năm 2011 trên kênh HTV7.

## Nội dung
Vật chứng mong manh bắt đầu từ những đứa trẻ bụi đời, trong lúc nhặt rác chúng đã nhặt được một chiếc nút áo rất đẹp, tưởng là vàng, chúng tiếp tục tìm kiếm và dẫn đến việc phát hiện ra một xác chết đã biến dạng. Công an vào cuộc và một chuyên án được thành lập. Từ những manh mối ban đầu, xác chết được liên tưởng đến tay giang hồ khét tiếng Sơn Cầy. Ba Dẫu (Đào Anh Tuấn) là một tên giang hồ già xảo quyệt. Bề ngoài tuy tuyên bố “gác kiếm” nhưng thực chất hắn ngấm ngầm chiêu binh, phát huy thế mạnh trong thế giới ngầm. Hắn kết nghĩa với những tay giang hồ máu lạnh, các ông trùm, trong đó có Lãnh Xọa ở Hải Phòng và Chí Cùa (Bình Minh) – tay trợ thủ gan lì của Lãnh có võ nghệ cao cường nhưng thực ra là công an chìm. Nhờ tài nghệ hơn người, Chí Cùa dần được tin tưởng và biết tường tận mọi hoạt động của Dẫu – Lãnh. Nhưng trớ trêu thay, mẹ anh lại vô tình phát hiện quần áo đàn bà trong tủ con trai khiến bà đau khổ, thậm chí có lần bà đánh cả đứa con trai bệnh hoạn làm mất danh dự gia đình. Nhưng tất cả không ngăn cản được hai chàng trinh sát trẻ trở thành cặp bài trùng trong hoạt động thầm lặng...

## Diễn viên
- Bình Minh trong vai Chí Cùa[6][7]
- Tiết Cương trong vai Thảo Phương
- Kinh Quốc trong vai Hinh
- Hàn Thái Tú trong vai Tỷ Phú[8]
- Phương Bằng trong vai Tài Bún
- Quỳnh Anh trong vai Thúy
- Thúy Diễm trong vai Quỳnh
- Lâm Tuấn trong vai Rebel
- Huy Cường trong vai Thạo
- Mã Trung trong vai Hai Đương
- Đào Anh Tuấn trong vai Ba Dẫu
- Thanh Cường trong vai Sáu Cụt
- NSƯT Lân Bích trong vai Ông Bình
- Đức Trung trong vai Đoàn
- Lê Quang trong vai Cổn Chột
- Nhan Sỹ Toàn trong vai Tứ
- Nguyễn Hậu trong vai Mìn Có
- NSƯT Minh Đức trong vai Mẹ Chí Cùa

Và một số diễn viên khác....

## Giải thưởng
| Năm  | Giải thưởng   | Hạng mục                                | (Người) đề cử | Kết quả   | Tham khảo            |
| ---- | ------------- | --------------------------------------- | ------------- | --------- | -------------------- |
| 2011 | Giải Mai Vàng | Phim truyền hình                        | —             | Đề cử     | [ 9 ] [ 10 ]         |
| 2011 | Giải Mai Vàng | Nam diễn viên truyền hình               | Bình Minh     | Đoạt giải | [ 11 ]               |
| 2012 | HTV Awards    | Nam diễn viên chính được yêu thích nhất | Bình Minh     | Đoạt giải | [ 12 ] [ 13 ] [ 14 ] |
| 2012 | HTV Awards    | Nam diễn viên phụ được yêu thích nhất   | Tiết Cương    | Đề cử     | [ 15 ]               |